# Magallana angulata
Espèce
Magallana angulata (anciennement Crassostrea angulata), l’huître portugaise, est une espèce d’huîtres d'origine asiatique. Probablement introduite au XVIIe siècle au Portugal, elle a été cultivée en Europe à la fin du XIXe siècle. Après une épizootie due à un iridovirus, Crassostrea angulata a presque disparu à la fin des années 1960 et l'espèce a été remplacée par Crassostrea gigas (huître creuse du Japon),
Valve droite et gauche du même spécimen:

Valve droite
Valve gauche

## Histoire en France

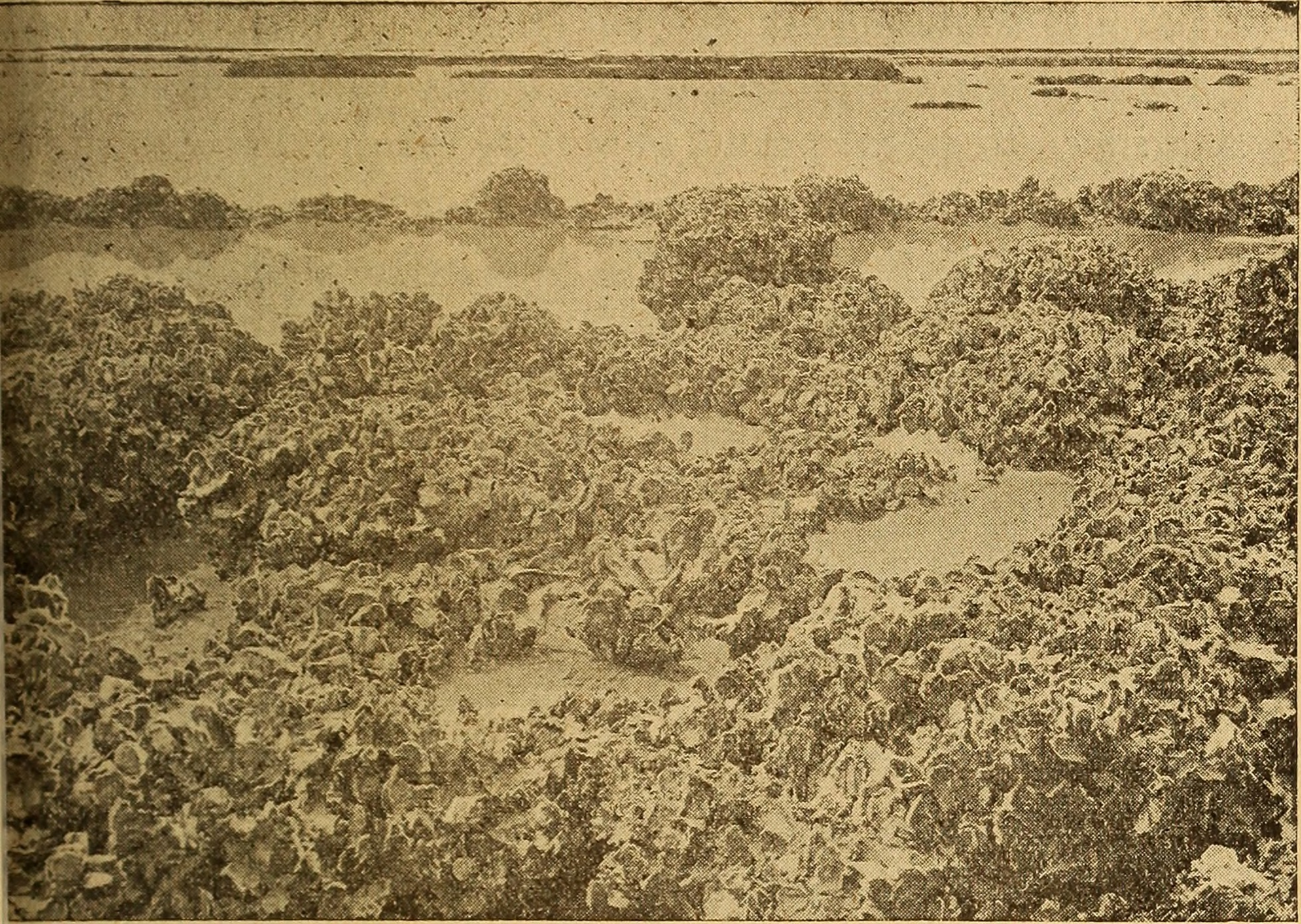
Photo publiée en 1908 dans les Annales de la Société des sciences naturelles de la Charente- Maritime. Banc d'huîtres portugaises, introduites, près La Rochelle ; étagées les unes sur les autres. Les générations inférieures sont mortes et envahies par de la vase.

Au milieu du XIXe siècle, la surexploitation des bancs naturels d'huîtres plates de la côte atlantique a entraîné leur raréfaction. Les ostréiculteurs du bassin d'Arcachon apprennent qu'il existe, à l'embouchure du Tage dans la baie de Lisbonne, des huîtres en grande quantité et à bas prix. En 1857, ils reçoivent l'autorisation d'importer l'huître creuse portugaise. Destinées initialement uniquement à la culture, ces huîtres à l'élevage plus abondant vont bientôt former de grands gisements sur tout le littoral français, supplantant les huîtres plates qui, décimées par des parasitoses, régressent tout le long du XXe siècle.
De 1920 à 1970, grâce à la Portugaise, l'ostréiculture connaît son âge d'or dont l'histoire repose sur un mythe, celui de la colonisation des côtes françaises par les huîtres portugaises provenant de la cargaison du navire Le Morlaisien. En mai 1868, ce bateau à vapeur doit se réfugier dans l'estuaire de la Gironde en raison d'une tempête. Au bout de quelques jours, les autorités du service sanitaire de Bordeaux donnent l'ordre de  couler la cargaison pourrissante en haute mer mais le capitaine la jette dans l'estuaire. Depuis cette mésaventure, la Portugaise se serait répandue naturellement sur le littoral. En réalité, sa colonisation résulte d'introductions accidentelles ou volontaires dans les parcs à huîtres mais aussi  de la dérive des larves planctoniques hors des parcs.
L'huître japonaise Crassostrea gigas est introduite en France à partir de la fin des années 1960 pour remplacer l'huître portugaise qui a été décimée par deux maladies d'origine virale au cours de cette décennie. Plus prolifique que la portugaise, elle verdit plus facilement, et son élevage peut se faire aussi bien « à plat » (sur le sol) qu'en surélévation (dans des poches posées sur des tables), ce dernier diminuant les opérations de production.

## Phylogénie
Plusieurs analyses phylogéniques font apparaître l'« huître portugaise » comme un morphotype local de Magallana gigas (« huître creuse japonaise »),.

## Systématique
Le nom valide complet (avec auteur) de ce taxon est Magallana angulata (Lamarck, 1819).
L'espèce a été initialement classée dans le genre Gryphaea sous le protonyme Gryphaea angulata Lamarck, 1819.
Magallana angulata a pour synonymes :
- Crassostrea angulata (Lamarck, 1819)
- Crassostrea angulata (Lamarck, 1819)
- Crassostrea gigas angulata (Lamarck, 1819)
- Gryphaea angulata Lamarck, 1819
- Ostraea angulata (Lamarck, 1819)
- Ostrea angulata (Lamarck, 1819)
- Ostrea complanata Fenaux, 1944
- Ostrea virginica var. lusitanica Osorio, 1916